# Ртутьцерий
Ртутьцерий — бинарное неорганическое соединение
церия и ртути
с формулой CeHg,
кристаллы.

## Получение
- Сплавление стехиометрических количеств чистых веществ в инертной атмосфере:

{\displaystyle {\mathsf {Ce+Hg\ {\xrightarrow {555^{o}C}}\ CeHg}}}

## Физические свойства
Ртутьцерий образует кристаллы
кубической сингонии,
пространственная группа P m3m,
параметры ячейки a = 0,3808 нм, Z = 1,
структура типа хлорида цезия CsCl
.
Соединение образуется по перитектической реакции при температуре 555 °C .